# Beef II
Beef II – amerykański film dokumentalny z 2004 r. w reżyserii Petera Spirera, którego premiera odbyła się 30 sierpnia 2004 roku w Stanach Zjednoczonych oraz 31 października 2005 r. w Hiszpanii. Narratorem obrazu jest aktor Keith David. Sequel filmu Beef z roku poprzedniego.
Kontynuacja produkcji ukazała się 15 listopada 2005 r. pod tytułem Beef III.

## Fabuła
W filmie zostały pokazane konflikty KRS-One vs. Nelly, Roxanne Shante & Marley Marl vs. UTFO, LL Cool J vs. Canibus, K-Solo vs. DMX, Cypress Hill vs. Ice Cube & Westside Connection, D12 (bez Eminema) vs. Royce da 5’9”, Erick Sermon vs. PMD, Eminem vs. Benzino. Ponadto tytuł zawiera niepublikowane wcześniej wywiady.